# Na de begrafenis
Na de begrafenis is een boek van Agatha Christie. Het werd oorspronkelijk in maart 1953 uitgegeven in de Verenigde Staten door Dodd, Mead and Company, onder de titel Funerals are Fatal. In mei van datzelfde jaar verscheen het in het Verenigd Koninkrijk bij Collins Crime Club, onder de originele titel After the Funeral. In datzelfde jaar werd het werk vertaald naar het Nederlands en door Luitingh-Sijthoff uitgebracht voor deze markt.
Naar aanleiding van een filmversie bracht Fontana Books het boek nogmaals uit in 1963, onder de titel Murder at the Gallop. In deze versie werd het hoofdpersonage Hercule Poirot vervangen door Miss Marple.

## Verhaal
De erfgenamen van Richard Abernethie komen bij notaris Enwhistle samen betreffende de erfenis. Zijn fortuin wordt verdeeld onder zijn broer Timothy en diens vrouw Maud, zijn excentrieke zus Cora, neef George Crossfield, nicht Rosamund Shane en diens man Michael, nicht Susan Banks en diens man Gregory, en Helen. Helen is de vrouw van Richards broer Leo die sneuvelde in de oorlog. Hoewel alles er op wijst dat Richard een natuurlijke dood stierf, suggereert Cora dat hij werd vermoord. 
De dag na de begrafenis wordt Cora vermoord gevonden in haar bed. Omwille van deze feiten schakelt Enwhistle de hulp in van Hercule Poirot. Cora's geld gaat naar haar familie; het huis gaat naar Susan; Cora's meid Gilchrist krijgt een aantal van haar schilderijen. Cora's andere spullen worden verkocht via openbare verkoop. Daarom gaat Susan vooraf het huis opkuisen. Volgens de meid schilderde Cora enkel levende modellen en/of op locatie. Ze schilderde nooit iets dat in haar geheugen zat of kopieerde bestaande werken over. Verder kocht ze regelmatig een schilderij in lokale winkels in de hoop ooit een waardevol schilderij in bezit te krijgen. De dag na Cora's begrafenis doorzoekt kunstkenner Alexander Guthrie de collectie, maar vindt niets dat enigszins waarde heeft. Die avond ontvangt meid Gilchrist een met arsenicum vergiftigde taart, die bijna haar dood wordt. Ze overleeft doordat ze slechts een kleine hoeveelheid van de taart at.
Susan vindt tijdens de opkuis een zeer oude postkaart met daarop een foto van een pier. Ze herkent de foto: een van Cora's schilderijen heeft exact dezelfde afbeelding ondanks Gilchrist eerder beweerde dat Cora niets kopieerde. Cora kon de pier ook niet toevallig vanuit eenzelfde standpunt hebben geschilderd, daar de pier werd vernietigd in de Eerste Wereldoorlog toen Cora nog niet was geboren. Ook Helen merkt op dat er iets merkwaardigs is met Cora. Wanneer ze beseft wat, telefoneert ze naar Enwhistle, maar wordt bewusteloos geslagen voordat ze haar bevindingen prijsgeeft. 
Na verder onderzoek komt Poirot tot zijn conclusie: meid Gilchrist vermoordde Cora. Gilchrist vond namelijk in Cora's aangekochte collectie een Johannes Vermeer, iets wat Cora niet had opgemerkt. Gilchrist overschilderde het werk met een kopie van een postkaart. Op de dag van Richards begrafenis deed ze slaappoeder in Cora's thee. Vervolgens ging zijzelf, vermomd als Cora, naar de begrafenis. Aangezien het meer dan twintig jaar was geleden dat iemand van de familie Cora nog had gezien, viel dat bedrog ook niet op, te meer omwille van haar excentrieke gedrag. Gilchrist maakte vervolgens de opmerking dat Richard werd vermoord. Daarop ging ze naar Cora en vermoordde haar, om zo de politie te doen geloven dat de moorden gerelateerd waren. Om het nog geloofwaardiger te maken, stuurde ze zichzelf de giftige taart. Om niet door de mand te vallen, studeerde Gilchrist het gedrag van Cora in voor de spiegel. Daarbij maakte ze een cruciale fout: haar handelingen waren daardoor in "spiegelschrift", dus net het omgekeerde van hoe Cora handelde. Dit was het vreemde gedrag dat Helen opmerkte.
Gilchrist bekent de feiten en houdt daarbij iedereen verantwoordelijk voor de tegenslagen die ze in haar leven heeft moeten verwerken. Ze raakt in een depressie en begint te raaskallen, ze zegt dat ze de moord op Cora pleegde in een vlaag van zinsverbijstering. Echter, Poirot is van mening dat de meid een zeer goede actrice is en wel degelijk volledig toerekeningsvatbaar is.

## Adaptaties
- In 1963 verfilmde MGM het boek onder de titel Murder at the Gallop waarbij het personage van Poirot werd vervangen door Miss Marple. Deze rol werd gespeeld door Margaret Rutherford
- In 2006 werd het boek verfilmd voor een aflevering van Agatha Christie's Poirot met David Suchet in de rol van Poirot. In deze adaptatie werden heel wat zaken aangepast. Zo is Cora gescheiden van kunstexpert Callacio dewelke de collectie komt bezichtigen. Verder is het schilderij een Rembrandt van Rijn in plaats van Vermeer. Pas tegen het einde van de aflevering wordt duidelijk dat Timothy wel kan stappen, iets wat in het boek al bij begin duidelijk is. De familiebanden/bloedlijnen tussen de hoofdpersonages liggen anders. Op het einde van de aflevering lijkt het alsof Gilchrist lijdt aan dissociatieve identiteitsstoornis en "Cora" haar volledig heeft overgenomen waarbij Poirot opmerkt dat ze wellicht in een psychiatrische instelling zal worden opgenomen.